# Lorenzo (Disney)
Pour les articles homonymes, voir Lorenzo.
Pour plus de détails, voir Fiche technique et Distribution.
Lorenzo est un court-métrage d'animation des studios Disney réalisé en 2004. Lorenzo est sorti au cinéma le 18 mai 2005 en première partie du film Fashion Maman (Raising Helen). Il avait été précédemment présenté au Festival international du film d'animation d'Annecy le 7 juin 2004.

## Synopsis
Le film raconte, sur un air de tango, l'histoire d'un chat narcissique dansant avec sa queue. C'est alors qu'arrive Malo, un chat noir au physique maigre et inquiétant, tenant un couteau dans sa gueule. Cette séquence a été réalisée par Mike Gabriel en collaboration avec le studio Walt Disney Animation France peu avant sa fermeture. La musique servant de base narrative est le Bordoneo y 900 remanié par Juan José Mosalini et son Grand Orchestre de Tango.

## Fiche technique
- Pays : États-Unis
- Année : 2004
- Idée originale : Joe Grant
- Réalisation : Mike Gabriel
- Production : Walt Disney Pictures
- Producteurs exécutifs : Roy E. Disney et Don Hahn
- Studios : Walt Disney Feature Animation
- Supervision des effets : John Murrah
- Musique : Bordoneo y 900 par Juan José Mosalini
- Durée : 5 min